# 海底漫遊 (香港)
《海底漫遊系列》是香港電台電視部外判予其他製作公司所拍攝製作的資訊性紀實節目系列。
本節目系列共分為4輯：第一輯及第二輯名為《海底漫遊》，第三輯名為《2010海底漫遊》，每輯共分為5集。第4輯名為《海底漫遊 - 華人攝影師》的紀錄片，紀錄了五位來自亞洲的華人水底攝影師，包括香港的王敏嘉、內蒙古的吳立新、新加坡的王覲程與陳為廉，及台灣的約克夏。

## 第一輯
全節目共5集，由楊崢擔任主持，程乃根擔任旁述。楊崢曾經表示为了拍摄該節目，在一天內潜了共165分钟，超出了一般规定潜水时间只限40至50分钟。
| 集數 | 播映日期 | 主題             | 編導   |
| 01   | 8月20日  | 珊瑚村的住客     | 勞敏琪 |
| 02   | 8月27日  | 軟硬珊瑚         | 勞敏琪 |
| 03   | 9月3日   | 來自大自然的挑戰 | 岑蘊華 |
| 04   | 9月10日  | 誰來愛我         | 李小珊 |
| 05   | 9月17日  | 賞海的季節       | 勞敏琪 |

## 影碟發行
香港電台電視部授權洲立影視有限公司於2008年7月推出發行了《海底漫遊》DVD影碟零售版本，此影碟收錄全套5集，設有粵語發音版本，自選開啟或關閉繁體中文、簡體中文及英文字幕，另外增加設有特別收錄《海洋純影集》。

## 獎項

### 第一輯
- 2007年度電視欣賞指數調查最佳節目頒獎禮
  - 最佳電視節目第七位

### 第二輯
- 2009年度電視節目欣賞指數調查
  - 最佳電視節目第十五位

## 外部連結
- 海底漫遊第二輯 （页面存档备份，存于）
- 海底漫遊 - 華人攝影師 （页面存档备份，存于）